# Wightia (Plantae)
Wightia, biljni je rod nekada uključivan u porodice Scrophulariaceae. i Paulowniaceae , da bi konačno 2019. za potrebe ovog roda bila opisana u Journal of Systematics and Evolution, nova porodica Wightiaceae.
Rod se sastoji od dvije vrste drveća rasprostranjene po južnoj Kini, Indokini i zapadnoj Maleziji.

## Opis roda
Drveće, poluepifitske pseudoloze ili parazitski grmovi, listopadni. Listovi nasuprotni, kožasti, abaksijalno ponekad žljezdasti u pazušcima žila, rub cjeloviti. Cvatovi od bočnih tirsa ili grozda; cimes 3-9-cvjetni. Čaška zvonasta, debela, nepravilno 3- ili 4-režnjevita ili na vrhu usječena. Cijev vjenčića kratka, uvijena; obrub s 2 usne; donja usna trorežnjevita, raširena; gornja usna 2-režnjevita, uspravna, premašuje donju usnu. Prašnici dvostruki, dlakavi, umetnuti blizu baze cijevi, izbočeni; prašnici bazifiksirani, duguljasto-sagitatni (oblika vrška strijele), baza 2-režnjevita, lokule su paralelne i konfluiraju na vrhu; staminodi odsutni. Stilovi izduženi, vrh uvijen; stigma neupadljiva. Kapsula s 2 zaliska, septicidna; zalisci ruba evolventni, odvajaju se od placentarnog stupca. Sjemenke brojne, linearne, opnaste krilate.

## Rasprostranjenost
Butan, Kina, Indonezija, Mjanmar, Nepal, Sikkim, Vijetnam; jedna vrsta u Kini.

## Vrste
1. Wightia borneensis Hook.f.
2. Wightia speciosissima (D.Don) Merr.